# Réservoir La Grande 4
Das Réservoir La Grande 4 ist ein Stausee in der kanadischen Provinz Québec. 

## Lage
Der Stausee liegt in der Region Jamésie und ist Bestandteil des Baie-James-Wasserkraftprojekts.
Der 125 Meter hohe und fast vier Kilometer lange Staudamm Barrage La Grande-4 sowie zehn zusätzliche Deiche [evtl. sind hier Staudämme gemeint, da Deiche keinen Fluss stauen] stauen den Fluss La Grande Rivière. Die Wasserfläche beträgt 765 km², die Höhe des Stauziels 377 Meter.
Das zugehörige Speicherkraftwerk La Grande-4 (auch LG-4 genannt) besitzt neun Turbinen mit einer Leistung von 2,779 Gigawatt und einer Fallhöhe von 116,7 Metern.